# فهرست شهرستان‌های استان کرمان
فهرست شهرستان‌های استان کرمان با توجه به سرشماری مرکز آمار ایران در سال ۱۳۹۵  به ترتیب جمعیت در جدول آمده‌است. 
- جمعیت استان کرمان در سال ۱۳۹۵ برابر با ۳٬۱۶۴٬۷۱۸ تن ، جمعیت شهرستان کرمان برابر ۷۳۸،۷۲۴ تن و جمعیت شهر کرمان ۵۳۷،۷۱۸تن بوده است.
- فهرستی از شهرستانهای استان کرمان به ترتیب جمعیت ارائه شده‌است.[۲]

| ردیف | شهرستان             | مرکز                   | تاریخ تأسیس | جمعیت ۱۳۹۵ |
| ---- | ------------------- | ---------------------- | ----------- | ---------- |
| ۱    | شهرستان کرمان       | کرمان                  | ۱۳۱۶        | ۷۳۸٬۷۲۴    |
| ۲    | شهرستان سیرجان      | سیرجان                 | ۱۳۲۳        | ۳۲۴٬۱۰۳    |
| ۳    | شهرستان رفسنجان     | رفسنجان\|۱۳۲۴\| 323251 |             |            |
| ۴    | شهرستان جیرفت       | جیرفت                  | ۱۳۲۵        | ۳۰۸٬۸۵۸    |
| ۵    | شهرستان بم          | بم                     | ۱۳۱۶        | ۲۲۸٬۲۴۱    |
| ۶    | شهرستان زرند        | زرند                   | ۱۳۵۴        | ۱۳۸٬۱۳۳    |
| ۷    | شهرستان شهربابک     | شهربابک                | ۱۳۵۴        | ۱۰۳٬۹۷۵    |
| ۸    | شهرستان کهنوج       | کهنوج                  | ۱۳۵۹        | ۹۵٬۸۴۸     |
| ۹    | شهرستان بافت        | بافت                   | ۱۳۴۰        | ۸۴٬۱۰۳     |
| ۱۰   | شهرستان عنبرآباد    | عنبرآباد               | ۱۳۸۲        | ۸۲٬۴۳۸     |
| ۱۱   | شهرستان بردسیر      | بردسیر                 | ۱۳۵۸        | ۸۱٬۹۸۳     |
| ۱۲   | شهرستان قلعه گنج    | قلعه گنج               | ۱۳۸۴        | ۷۶٬۴۹۵     |
| ۱۳   | شهرستان فهرج        | فهرج                   | ۱۳۸۸        | ۶۷٬۰۹۶     |
| ۱۴   | شهرستان منوجان      | منوجان                 | ۱۳۸۱        | ۶۵٬۷۰۵     |
| ۱۵   | شهرستان ریگان       | محمد آباد              | ۱۳۸۶        | ۶۲،۴۳۶     |
| ۱۶   | شهرستان رودبار جنوب | رودبار جنوب            | ۱۳۸۴        | ۶۲،۱۲۵     |
| ۱۷   | شهرستان نرماشیر     | نرماشیر                | ۱۳۸۹        | ۵۴٬۲۲۸     |
| ۱۸   | شهرستان جازموریان   | زهکلوت                 | ۱۴۰۱        | ۴۳،۸۶۷     |
| ۱۹   | شهرستان راور        | راور                   | ۱۳۷۴        | ۴۳٬۱۹۸     |
| ۲۰   | شهرستان ارزوئیه     | ارزوئیه                | ۱۳۸۹        | ۳۸٬۵۱۰     |
| ۲۱   | شهرستان انار        | انار                   | ۱۳۸۸        | ۳۶٬۸۹۷     |
| ۲۲   | شهرستان رابر        | رابر                   | ۱۳۸۸        | ۳۵٬۳۶۲     |
| ۲۳   | شهرستان فاریاب      | فاریاب                 | ۱۳۸۹        | ۳۴٬۰۰۰     |
| ۲۴   | شهرستان گنبکی       | گنبکی                  | ۱۴۰۲        | ۲۵،۹۷۶     |
| ۲۵   | شهرستان کوهبنان     | کوهبنان                | ۱۳۸۳        | ۲۱٬۲۰۵     |